# Nicolás Ortega Pagán
Nicolás Ortega Pagán (Fuente Álamo de Murcia, Murcia, 10 de marzo de 1871 - Murcia, 27 de septiembre de 1956) fue un periodista e historiador de la Región de Murcia. Se puede considerar el primer director del diario La Verdad.

## Biografía
Nicolás Ortega Pagán nació en Fuente Álamo (Murcia) el 10 de marzo de 1871. Poco se sabe de su infancia, pero en su juventud estudió en el Seminario de San Fulgencio de Murcia, estudios que lo orientaron profesionalmente hacia la docencia. Comenzó trabajando como profesor en el Colegio Santo Tomás de Aquino, donde más tarde pasaría a ejercer su dirección y también fue docente en el colegio San Juan Bautista. Su labor como docente quedó relegada por su vocación periodística y es aquí donde Ortega Pagán es un referente, ya que fue fundador de conocidos periódicos regionales y cronista oficial de Murcia.
Nicolás Ortega Pagán fallece el 27 de septiembre de 1956 a los 85 años.

### Etapa periodística
Al estar muy interesado en el periodismo estuvo colaborando con varios diarios hasta que en 1903 entró con el primer equipo redactor de La Verdad. Entonces, el director era Meinardo Sánchez de los Ríos, pero solo se mantuvo en el cargo durante once días al tener un importante incidente en el Carnaval. Nicolás fue nombrado director en su sustitución.
En 1906 fue cofundador de la Asociación de la Prensa de Murcia junto con otros periodistas ilustres de la época como José Martínez Tornel (director de Diario de Murcia) o Pedro Jara Carrillo (director de El Liberal (Murcia)).

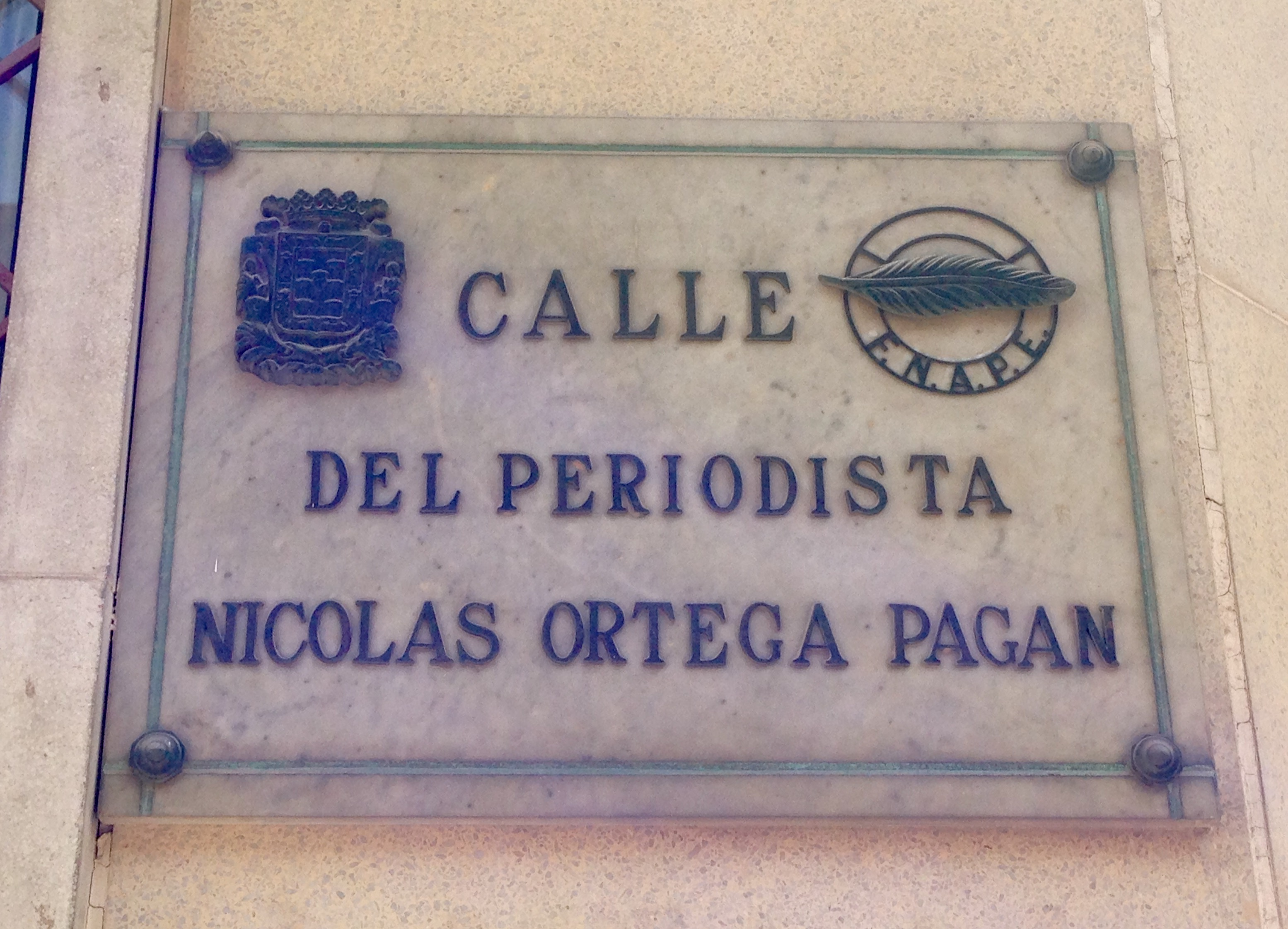
Placa de la calle periodista Nicolás Ortega Pagán

En 1908 abandonó su puesto en la dirección del diario La Verdad y fundó El Tiempo. Este diario nació bajo la influencia de la política caciquil de Juan de la Cierva, lo que ayudó a Ortega a mantener su periódico. Aunque con los años se fue perdiendo esa “actividad ciervista” en el diario, su ideología y defensa nunca faltó.
El Tiempo fue un periódico moderado y de carácter murcianista, pues todas sus campañas estaban centradas en temas de la ciudad como el Museo de la Trinidad, la Universidad de Murcia, la coronación de la 
Virgen de la Fuensanta, el Conservatorio… 
Ortega Pagán dirigió este diario durante 28 años, lo que supone un récord para la prensa murciana de esa época.
Tras su muerte, en 1956, se aprobó una moción en la que se proponía rotular una calle bajo el nombre de Nicolás Ortega Pagán por su labor como cronista de la ciudad. Pero no fue hasta 1965 que esta placa conmemorativa vio la luz tras ser descubierta por el presidente de la Asociación de la Prensa de Murcia, que en esos momentos era Nicolás Ortega Lorca, hijo de Ortega Pagán.

### Cargos de relevancia que ocupó
En 1918 es nombrado archivero municipal, actividad a la que dedicó el resto de su vida desde un despacho en las instalaciones del Archivo Municipal de Ayuntamiento de Murcia. Este cargo le permitió conocer todos los documentos existentes y utilizarlos como base a futuras publicaciones.
El 18 de enero de 1949, su labor como archivero y su trayectoria política, le proporcionaron el nombramiento de Cronista Oficial de la ciudad de Murcia.
También fue académico fundador de la "Academia Alfonso X El Sabio".